# Alan Hansen
Alan David Hansen (født 13. juni 1955 i Sauchie, Skotland) er en tidligere skotsk fodboldspiller, der spillede som midterforsvarer. Han var på klubplan tilknyttet Partick Thistle i hjemlandet, samt engelske Liverpool F.C. Med Liverpool vandt han adskillige titler, blandt andet hele otte engelske mesterskaber og tre Europa Cup for Mesterhold-titler.
Hansen blev desuden noteret for 26 kampe for Skotlands landshold, og deltog ved VM i 1982 i Spanien. Han blev i 2007 indlemmet i Scottish Football Hall of Fame.
Hansens farfar kom fra Danmark.

## Titler
Engelsk 1. division
- 1979, 1980, 1982, 1983, 1984, 1986, 1988 og 1990 med Liverpool F.C.

Engelsk FA Cup
- 1986 og 1989 med Liverpool F.C.

Engelsk Liga Cup
- 1981, 1982, 1983 og 1984 med Liverpool F.C.

Mesterholdenes Europa Cup
- 1978, 1981 og 1984 med Liverpool F.C.

Charity Shield
- 1978, 1980, 1981, 1983, 1987 og 1990 med Liverpool F.C.